# WWE Universal Championship
WWE Universal Championship – były światowy tytuł mistrzowski we wrestlingu, utworzony i promowany przez amerykańską federację WWE.
Został nazwany na cześć WWE Universe, czyli określanych przez federację fanów. Ze względu na przywrócenie podziału WWE na brandy, mistrzostwo zostało wprowadzone 25 lipca 2016 dla rosteru Raw. Inauguracyjnym mistrzem był Finn Bálor, który pokonał Setha Rollinsa na gali SummerSlam.

## Historia

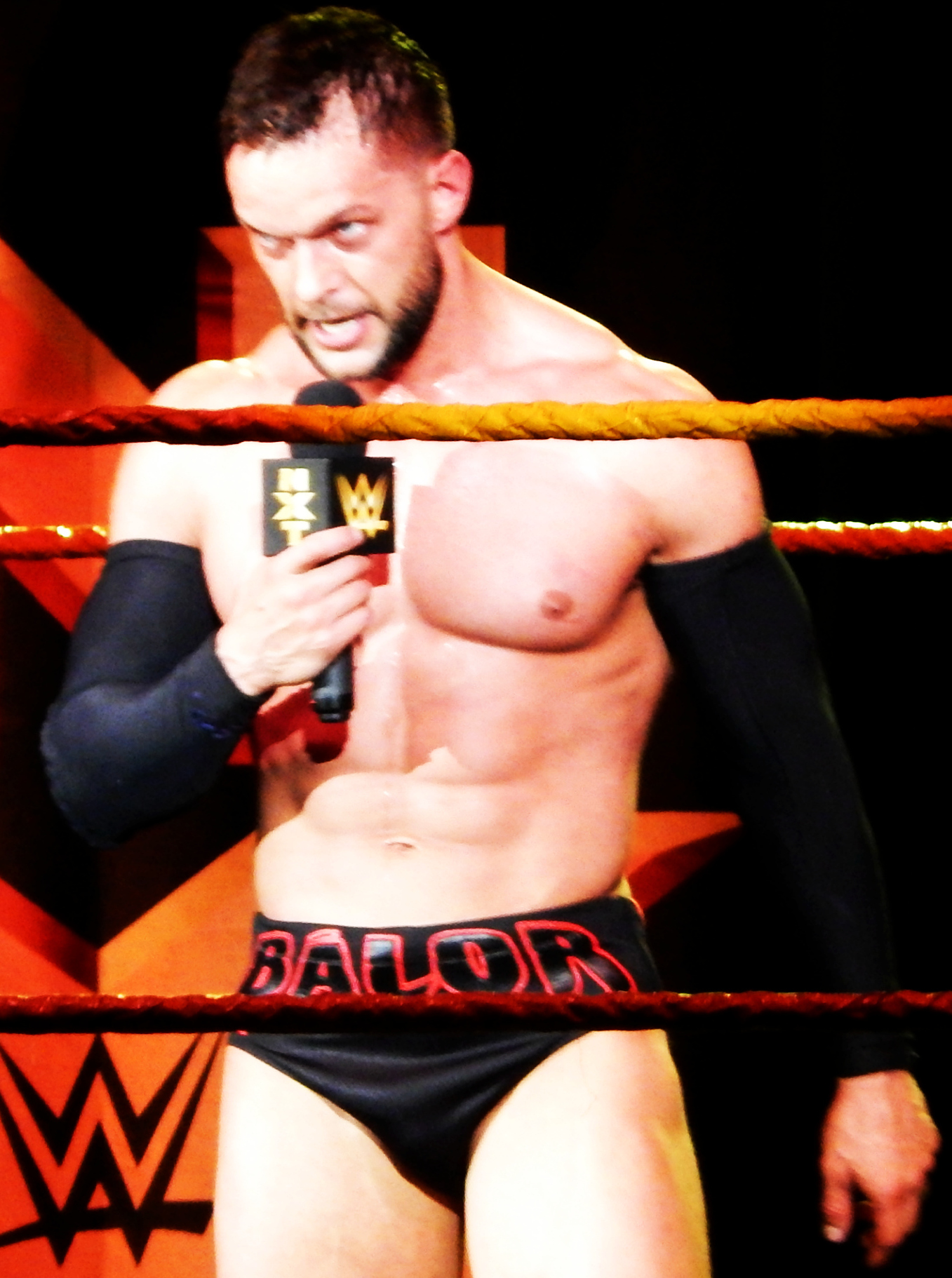
Inauguracyjny mistrz Finn Bálor.

Wskutek powrotu podziału WWE na brandy, WWE zorganizowało draft 19 lipca 2016 w odcinku SmackDown. Ówczesny mistrz WWE Dean Ambrose został przydzielony do rosteru SmackDown. 24 lipca 2016 na gali Battleground, Ambrose zdołał obronić tytuł w walce Triple Threat, pokonując Setha Rollinsa i Romana Reignsa, należących do rosteru Raw. W rezultacie, Raw pozostało bez światowego tytułu. Następnej nocy w odcinku Raw komisarz Stephanie McMahon i menadżer generalny Mick Foley utworzyli nowe mistrzostwo o nazwie WWE Universal Championship, które promowali jako najważniejsze. Foley dodał, że nazwa nawiązuje do WWE Universe – w ten sposób WWE określa jako swoich fanów.
Pierwszy mistrz został wyłoniony 21 sierpnia 2016 na gali SummerSlam; Seth Rollins został przydzielony jako jeden z pretendentów. Drugim pretendentem został Finn Bálor, który wygrał Fatal 4-way, a następnie w walce wieczoru pokonał Romana Reignsa. Na gali SummerSlam, Finn Bálor pokonał Rollinsa, stając się pierwszym Universal Championem. Był pierwszym wrestlerem, który zdobył światowe mistrzostwo w debiucie pay-per-view, a także w niecały miesiąc od debiutu w głównym rosterze.

### Unifikacja z WWE Championship (2022)
Pod koniec stycznia 2022, zwycięzca męskiego Royal Rumble matchu Brock Lesnar wybrał panującego Universal Championa Romana Reignsa, jako swojego przeciwnika na przysługujące mu starcie na WrestleManię 38. Na gali Elimination Chamber Lesnar zdołał odzyskać WWE Championship od Bobby’ego Lashleya, pokonując jeszcze czterech innych pretendentów, w tym Austina Theory’ego, Setha "Freakin" Rollinsa, Riddle’a oraz AJ Stylesa, co uczyniło z walki na WrestleManii Winner Takes All match o WWE Championship i Universal Championship, która została dalej określona jako walka unifikacyjna. Na gali Reigns zdołał zwyciężyć Lesnara, zdobywając oba tytuły i stając się rozpoznawanym jako Undisputed WWE Universal Champion. WWE zaliczyło walkę jako walka unifikacyjna obu mistrzostw; jednak oba tytuły pozostały niezależnie aktywne, a Reigns został podwójnym mistrzem. 24 kwietnia 2023 na odcinku Raw, WWE Chief Content Officer Triple H ogłosił, że niezależnie od tego, do jakiego brandu Reigns zostanie powołany w drafcie WWE 2023, on i jego niekwestionowane mistrzostwo staną się wyłączni dla tego brandu. Następnie Triple H ujawnił nowy World Heavyweight Championship dla przeciwnego brandu jako odpowiednik Undisputed Championship Reignsa, które wygrał Seth "Freakin" Rollins na Night of Champions. Gdy Reigns został powołany na SmackDown, World Heavyweight Championship stał się ekskluzywny dla Raw.
2 czerwca 2023 roku na odcinku SmackDown, Triple H wręczył Reignsowi nowy, pojedynczy pas mistrzowski do reprezentowania Undisputed WWE Universal Championship. Pośród zamieszania w rodowodzie, Fightful poinformowało, że WWE potwierdziło im, że te dwa mistrzostwa są w rzeczywistości oddzielnymi rodowodami, reprezentowanymi przez jeden pas. Zostało to również reprezentowane na WWE.com, gdzie zarówno Reigns, jak i Cody Rhodes, który pokonał Reignsa na WrestleManii XL, zostali pokazani jako mistrzowie obu indywidualnych tytułów, a nie połączonego Undisputed WWE Universal Championship. Jednak po tym, jak Rhodes pokonał Reignsa, nazwa Universal nie była już używana. W następnym roku, po tym jak John Cena pokonał Rhodesa na WrestleManii 41, linia Universal Championship została zmieniona i Reigns został uznany za ostatniego mistrza.

## Przynależność mistrzostwa
| Kolory | Kolory                                  |
| ------ | --------------------------------------- |
|        | Tytuł przeniesiony do brandu Raw.       |
|        | Tytuł przeniesiony do brandu SmackDown. |

| Data przeniesienia   | Notka |
| -------------------- | --- |
| 25 lipca 2016        | Mistrzostwo zostało utworzone dla brandu Raw.                                                                                            |
| 31 października 2019 | Mistrzostwo zostało przeniesione do brandu SmackDown, po tym jak członek brandu SmackDown "The Fiend" Bray Wyatt pokonał Setha Rollinsa. |

## Wygląd pasa mistrzowskiego
Pas mistrzowski po raz pierwszy zaprezentowano na gali SummerSlam. Wyglądał bardzo podobnie do pasa WWE Championship, lecz różnił się kilkoma szczegółami. Na pasie przeważał kolor czerwony, co symbolizowało przynależność do brandu Raw. Na samym środku znajdowało się logo WWE z czarnym podkreśleniem litery „W”. Tak jak w przypadku WWE Championship, środkowa siedmiokątna część jest otoczona diamentami. Na samym dole znajdował się napis Universal Champion. Na bokach znajdowały się mniejsze stalowe płyty z logiem WWE. W trakcie zmiany posiadacza mistrzostwa, blaszki są wymieniane na nowe z charakterystycznymi dla wrestlera grafikami. Druga wersja pasa, zaprezentowana w 2019 roku, różniła się tylko kolorem pasa, ponieważ zmienił się na kolor niebieski, a symbolizował to, że mistrzostwo należy teraz do brandu SmackDown.
Po tym, jak Roman Reigns został Undisputed WWE Universal Championem na WrestleManii 38 w kwietniu 2022 roku, zarówno pasy Universal Championship, jak i WWE Championship zostały użyte w tandemie do reprezentowania niekwestionowanego tytułu, chociaż oba tytuły zachowały swoje indywidualne rodowody. 2 czerwca 2023 roku na odcinku SmackDown, aby uczcić 1000 dni Reignsa jako Universal Champion, otrzymał nowy pojedynczy pas tytułowy do reprezentowania Undisputed WWE Universal Championship. Ma ten sam wzór „Network Logo” na czarnym pasku, ale logo WWE jest wysadzane czarnymi diamentami, ma tło z teksturą bryłek złota za logo, które zostało wykonane jako część metalowej płytki zamiast kolorowej skóry, oraz tekst na dole tablicy głosi „Undisputed Champion”; płyty boczne pozostały takie same. Pomimo tego, jego menedżer Paul Heyman nosił standardowe pasy Universal i WWE Championship do końca lipca. Na stronie internetowej WWE zdjęcia poprzednich pasów tytułowych były nadal używane w historii poszczególnych tytułów każdego mistrzostwa aż do kwietnia 2024 roku, kiedy pas Undisputed WWE Universal Championship zastąpił obraz WWE Championship; historia tytułu Universal Championship pozostaje obrazem poprzedniego niebieskiego pasa. Po wycofaniu Universal Championship, pas Undisputed nadal był używany do WWE Championship, które również były określane jako Undisputed WWE Championship.

### Niestandardowy projekt
Oprócz wersji pasa SmackDown, Bray Wyatt przedstawił również niestandardową wersję mistrzostw dla swojej postaci „Fiend” na odcinku SmackDown z 29 listopada. Niestandardowy pas zawierał twarz Fienda w miejscu środkowej płytki. Zwroty postaci „Hurt” i „Heal” zostały napisane na czerwono na czarnych skórzanych paskach w miejscu bocznych płyt, podczas gdy pasek samego pasa był czerwono-czarnej zużytej skóry z czerwonymi przeszyciami, które trzymały go razem. Uwzględniono również frazę postaci „Let Me In”. Wyatt używał zarówno standardowej, jak i niestandardowej wersji mistrzostwa podczas swojego pierwszego panowania (2019–2020); jego wesoła postać Firefly Fun House trzymała standardowy niebieski pas, podczas gdy jego złowroga postać Fiend trzymała niestandardowy pas.

### Opinie krytyków i fanów
Pas reprezentujący Universal Championship był szeroko krytykowany. Adam Silverstein z CBS Sports określił go jako brzydki, zaś Jason Powell z Pro Wrestling Dot Net nazwał go pasem mistrzowskim, którego nikt nie lubi. Opinia krytyków pokrywała się również z opinią wielu fanów, którzy na gali SummerSlam wspólnie krzyczeli this belt sucks! (pol. ten pas ssie!). Publicysta New England Sports Network Ricky Doyle napisał, że władze WWE odniosło porażkę i powinno wziąć pod uwagę reakcję publiki. Mike Johnson z PWInsider stwierdził, że nie dziwiła go reakcja publiki, gdyż WWE powinno się spodziewać takiej reakcji na kopię WWE Championship.
Dzień później na zarzuty odpowiedziały różne gwiazdy federacji. Seth Rollins skrytykował fanów za to, że zwracają uwagę na wygląd pasa, a nie na to, co on reprezentuje. Menadżer generalny Raw Mick Foley podzielił opinię Rollinsa, mimo że sam osobiście chciałby wybrać inny pas. Przypomniał również fanom, że kiedyś walczył o pas WWE Hardcore Championship, który był zniszczony młotkiem i posklejany taśmą, a mimo to wrestlerzy dawali z siebie wszystko”.
W październiku 2016, Jim Vorel z magazynu Paste umieścił tytuł na pierwszym miejscu w rankingu dziewięciu najbrzydszych pasów mistrzowskich.

## Historia tytułu

### Nazwy
| Nazwa                                 | Lata                              |
| ------------------------------------- | --------------------------------- |
| WWE Universal Championship            | 25 lipca 2016 – 7 kwietnia 2024   |
| Undisputed WWE Universal Championship | 3 kwietnia 2022 – 7 kwietnia 2024 |

### Panowania
W historii tytułu było 8 mistrzów i dwa wakaty tytułu. Inauguracyjnym mistrzem był Finn Bálor, który pokonał Setha Rollinsa na gali SummerSlam, lecz musiał zwakować tytuł dobę później z powodu kontuzji odniesionej w pojedynku. Był również najkrócej panującym mistrzem, natomiast Roman Reigns był najdłużej panującym mistrzem z wynikiem 1316 dni. Brock Lesnar posiadał on tytuł najwięcej razy, bo 3. Kevin Owens był najmłodszym mistrzem (32 lata), zaś Goldberg najstarszym (53 lata).
| Nr        | Ogólny numer panowania                                                     |
| Panowanie | Liczba panowań konkretnego mistrza                                         |
| Dni       | Liczba dni panowania                                                       |
| Dni roz.  | Dni panowania, które są uznawane przez federację na jej oficjalnej stronie |
| †         | Oznacza, że panowanie nie jest uznawane przez federację                    |
| <1        | Oznacza, że panowanie trwało mniej niż jeden dzień                         |
| +         | Oznacza, że liczba dni w posiadaniu wzrasta z kolejnym dniem               |

| Nr             | Mistrz                 | Zmiana mistrza            | Zmiana mistrza          | Zmiana mistrza          | Statystyki panowania | Statystyki panowania | Statystyki panowania | Notka | Odn.          |
| Nr             | Mistrz                 | Data                      | Gala                    | Miejsce                 | Panowanie            | Dni                  | Dni roz.             | Notka | Odn.          |
| -------------- | ---------------------- | ------------------------- | ----------------------- | ----------------------- | -------------------- | -------------------- | -------------------- | --- | ------------- |
| WWE: Raw       |                        |                           |                         |                         |                      |                      |                      | |               |
| 1              | Finn Bálor             | 21 sierpnia 2016(dts)     | SummerSlam              | Brooklyn, NY            | 1                    | 1                    | <1                   | Pokonał Setha Rollinsa w No Disqualification matchu stając się inauguracyjnym mistrzem. | [ 10 ]        |
| —              | Wakat                  | 22 sierpnia 2016(dts)     | Raw                     | Brooklyn, NY            | —                    | —                    | —                    | Tytuł został zwakowany po tym jak Finn Bálor doznał kontuzji ramienia podczas jego walki na SummerSlam. | [ 30 ]        |
| 2              | Kevin Owens            | 29 sierpnia 2016(dts)     | Raw                     | Houston, TX             | 1                    | 188                  | 188                  | Był to Fatal 4-way elimination match o zwakowany tytuł, w którym brali również udział Big Cass, Roman Reigns i Seth Rollins. | [ 31 ]        |
| 3              | Goldberg               | 5 marca 2017(dts)         | Fastlane                | Milwaukee, WI           | 1                    | 28                   | 27                   | | [ 32 ]        |
| 4              | Brock Lesnar           | 2 kwietnia 2017(dts)      | WrestleMania 33         | Orlando, FL             | 1                    | 504                  | 503                  | | [ 33 ]        |
| 5              | Roman Reigns           | 19 sierpnia 2018(dts)     | SummerSlam              | Brooklyn, NY            | 1                    | 64                   | 63                   | | [ 34 ]        |
| —              | Wakat                  | 22 października 2018(dts) | Raw                     | Providence, RI          | —                    | —                    | —                    | Tytuł został zwakowany po tym jak Roman Reigns ogłosił, że ma ponowną diagnozę białaczki. | [ 35 ] [ 36 ] |
| 6              | Brock Lesnar           | 2 listopada 2018(dts)     | Crown Jewel             | Rijad, Arabia Saudyjska | 2                    | 156                  | 156                  | Pokonał Brauna Strowmana w walce o zwakowany tytuł. | [ 37 ]        |
| 7              | Seth Rollins           | 7 kwietnia 2019(dts)      | WrestleMania 35         | East Rutherford, NJ     | 1                    | 98                   | 98                   | | [ 38 ]        |
| 8              | Brock Lesnar           | 14 lipca 2019(dts)        | Extreme Rules           | Filadelfia, PA          | 3                    | 28                   | 27                   | Wykorzystał swój kontrakt Money in the Bank. | [ 39 ]        |
| 9              | Seth Rollins           | 11 sierpnia 2019(dts)     | SummerSlam              | Toronto, ON, Kanada     | 2                    | 81                   | 81                   | | [ 40 ]        |
| 10             | "The Fiend" Bray Wyatt | 31 października 2019(dts) | Crown Jewel             | Rijad, Arabia Saudyjska | 1                    | 119                  | 119                  | Był to Falls Count Anywhere match, którego nie można było zatrzymać z żadnego powodu. Tytuł stał się ekskluzywny dla SmackDown ze względu na status Wyatta jako wrestlera SmackDown.                                                                                    | [ 41 ]        |
| WWE: SmackDown |                        |                           |                         |                         |                      |                      |                      | |               |
| 11             | Goldberg               | 27 lutego 2020(dts)       | Super ShowDown          | Rijad, Arabia Saudyjska | 2                    | 27 lub 28            | 37                   | | [ 42 ]        |
| 12             | Braun Strowman         | 25 lub 26 marca 2020(dts) | WrestleMania 36 Część 1 | Orlando, FL             | 1                    | 150 lub 151          | 141                  | WrestleMania została nagrana 25 i 26 marca 2020, ale dokładna data zdobycia tytułu nie jest znana. Wyemitowano 4 kwietnia 2020. | [ 43 ]        |
| 13             | "The Fiend" Bray Wyatt | 23 sierpnia 2020(dts)     | SummerSlam              | Orlando, FL             | 2                    | 7                    | 6                    | Był to Falls Count Anywhere match. | [ 44 ]        |
| 14             | Roman Reigns           | 30 sierpnia 2020(dts)     | Payback                 | Orlando, FL             | 2                    | 1316                 | 1316                 | Był to No Holds Barred Triple threat match, w którym brał również udział Braun Strowman. Na WrestleManii 38 3 kwietnia 2022, Reigns pokonał WWE Championa Brocka Lesnara w Winner Takes All matchu. Dzięki temu był uznawany jako Undisputed WWE Universal Champion.    | [ 45 ] [ 46 ] |
| †              | Cody Rhodes            | 7 kwietnia 2024(dts)      | WrestleMania XL Noc 2   | Filadelfia, PA          | —                    | 378                  | —                    | Był to Bloodline Rules match, który był również o WWE Championship Reignsa. Rhodes zdobył tytuł jako członek brandu Raw, a następnie został przeniesiony do SmackDown. Rhodes został pierwotnie uznany za Universal Championa do WrestleManii 41 20 kwietnia 2025 roku. | [ 47 ] [ 16 ] |
| —              | Dezaktywacja           | 7 kwietnia 2024           | WrestleMania XL Noc 2   | Filadelfia, PA          | —                    | —                    | —                    | Tytuł został oficjalnie wycofany 21 kwietnia 2025 roku na rzecz WWE Championship. WWE przestało uznawać panowanie Rhodesa i uznało Reignsa za ostatniego Universal Championa, a tytuł został wycofany 7 kwietnia 2024 roku.                                             | [ 16 ]        |

## Łączna długość panowań
| ¤ | Dokładna liczba dni nie jest znana, więc uznaje się najmniejszą długość |

| Miejsce | Mistrz                 | Liczba panowań | Łączna liczba dni | Łączna liczba dni według WWE |
| ------- | ---------------------- | -------------- | ----------------- | ---------------------------- |
| 1       | Roman Reigns           | 2              | 1380              | 1379                         |
| 2       | Brock Lesnar           | 3              | 688               | 687                          |
| —       | Cody Rhodes            | 1              | 378               | —                            |
| 3       | Kevin Owens            | 1              | 188               | 188                          |
| 4       | Seth Rollins           | 2              | 179               | 178                          |
| 5       | Braun Strowman         | 1              | ¤150              | 141                          |
| 6       | "The Fiend" Bray Wyatt | 2              | 126               | 124                          |
| 7       | Goldberg               | 2              | ¤55               | 64                           |
| 8       | Finn Bálor             | 1              | <1                | <1                           |